# Almedalsugen
Almedalsugen (sv: Almedalsveckan, også kaldt politikerveckan) er en årlig samling i og omkring Almedalen i Visby på den svenske ø Gotland. Her samles svenske politiske partier, interesseorganisationer og andre interessenter for at diskutere politik. Alle arrangementerne i løbet af ugen er gratis for besøgende, og alle har fri adgang uden registrering.
Tidligere blev Almedalsugen afholdt i den første hele uge i juli måned, men fra 2009 blev den flyttet til uge 27. Gotlands kommun er arrangør og vært.

## Historie
Årsagen og ideen til Almedalsveckan var Olof Palmes årlige taler om sommeren i parkområdet Almedalen i Visby. Traditionen begyndte 25. juli 1968 med et improviseret møde imellem undervisningsminister Palme og Krister Wickman.
Her holdt Palme en tale fra ladet af en lastbil på Kruttornet ved Almedalen.
Palme-familie holdt ofte ferie på øen Fårö nord for Gotland, og Palme havde derfor kort til Visby.
I 1975 kom Venstrepartiets Lars Werner til og i 1991 var alle svenske partiledere samlet til arrangementet.
Den første officielle Almedalsveckan blev afholdt i 1982, da Socialdemokraterne organiserede et økonomisk seminar. Årene efter tog flere partier aktivt del i arrangementet, og i 1997 deltog lobbyorganisationer og myndigheder. Op igennem 2000'erne er arrangementet vokset til en stor politisk festival. Fra 1982, hvor der ud over partilederne var en håndfuld forskellige arrangementer i løbet af ugen, var der i valgåret 2010 1396 arrangementer og ca. 800 arrangører, cirka 800 journalister, 11.000 registrerede deltagere samt tilhørere til de mange arrangementer og taler.
I 2011 kopierede Bornholm Almedalsugen, og arrangerede en dansk pendant med det såkaldte Folkemødet, der siden er blevet afholdt ved Allinge i midten af juni.